# Nahuelito
Nahuelito, auch Der patagonische Plesiosaurier genannt, ist der Name eines Seeungeheuers, das angeblich im Nahuel-Huapi-See in Argentinien leben soll.

## Beschreibung
Der Nahuelito wird als ein Reptil mit schwanenhaftem Hals und krokodilähnlichem Körper beschrieben. Viele sehen in ihm einen Plesiosaurier.
Häufig hat er eine Länge von 4,50 bis 6 Metern, es wurden aber auch schon Tiere mit bis zu 45 m Länge gesichtet.

## Sichtungen
In neuerer Zeit tauchen immer wieder Filmaufnahmen von Nahuelito auf, die aber alle nur Wellen zeigen, die von dem Tier verursacht worden sein sollen.

## Mögliche Erklärungen
Manche Kryptozoologen halten Nahuelito für einen Angehörigen der Plesiosaurier, die als seit Millionen Jahren ausgestorben gelten.
Auch einige weitere abwegige Theorien wurden zur Existenz von Nahuelito verfasst. So sollen die Tiere Resultat der in den 1950er Jahren durchgeführten Atomtests sein.